# Schotsche Kloof
Schotsche Kloof è un quartiere del City Bowl, il centro storico e finanziario della metropoli sudafricana di Città del Capo nella provincia del Capo Occidentale.
Il caratteristico quartiere malese di Bo-Kaap è essenzialmente incluso nei confini di Schotsche Kloof.

## Società
Secondo il censimento del 2011 il quartiere ha più di 3 203 residenti, principalmente appartenenti alla comunità coloured e nello specifico malese (66%). I neri rappresentano invece il 9,02% degli abitanti mentre i bianchi non sono che il 4,28% dei residenti, percentuale appena superiore a quella degli indiani (3,37%).
L'inglese è la lingua madre del 64,04% degli abitanti del quartiere, l'afrikaans del 30,28% e lo xhosa del 0,50%.